# (7346) Boulanger
(7346) Boulanger ist ein Asteroid des äußeren Hauptgürtels, der am 20. Februar 1993 vom belgischen Astronomen Eric Walter Elst am Observatoire de Calern (IAU-Code 010) auf dem Calern Plateau nördlich der Stadt Grasse in Südfrankreich entdeckt wurde.
Der Asteroid wurde am 24. Juni 2002 nach dem französischen Ingenieur, Wissenschaftler, Linguisten, philosophischen Historiker und Enzyklopädisten Nicolas Antoine Boulanger (1722–1759) benannt, der die Theorie entwickelte, dass die Ursprünge der Religion und der Despotie in der Reaktion früher Gesellschaften auf Naturkatastrophen zu suchen sind.
Der Himmelskörper ist Mitglied der Koronis-Familie, einer Gruppe von Asteroiden, die nach (158) Koronis benannt ist.